# Peltogyne prancei
Peltogyne prancei är en ärtväxtart som beskrevs av Marlene Freitas da Silva. Peltogyne prancei ingår i släktet Peltogyne och familjen ärtväxter. Inga underarter finns listade i Catalogue of Life.